# Гута-Березка

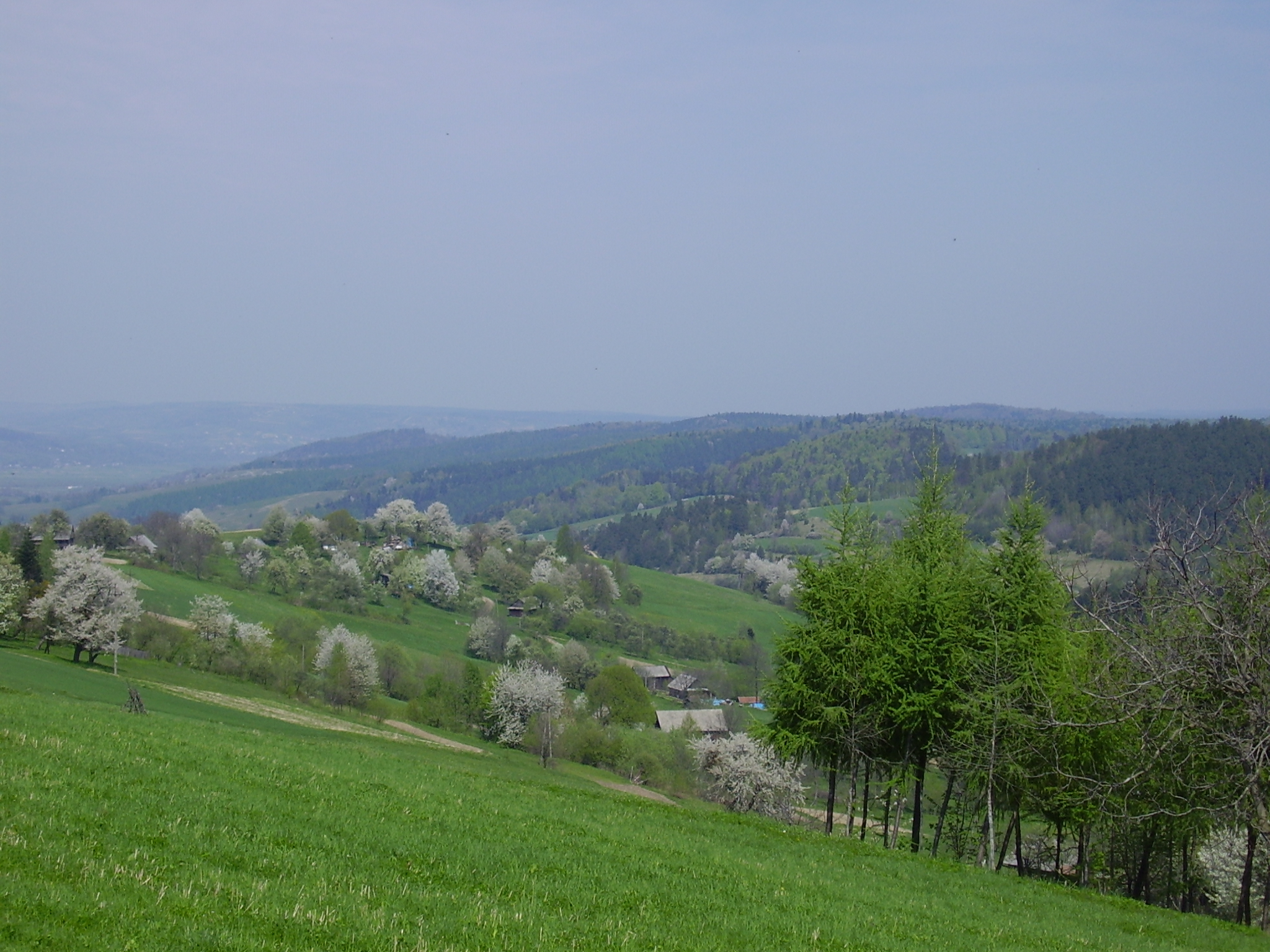
Вид на село Гута-Березка

Гута-Березка або Гута Березка (пол. Huta Brzuska) — село в Польщі, у гміні Бірча Перемишльського повіту Підкарпатського воєводства.
Населення — 307 осіб (2011).

## Географія
Село розташоване на відстані 6 кілометрів на північний схід від центру гміни села Бірчі, 19 кілометрів на захід від центру повіту міста Перемишля і 50 кілометрів на південний схід від столиці воєводства — міста Ряшіва. Через село протікає річка Березка — притока річки Ступниця.

## Історія
В XI-XIII століттях на цих землях існувало Перемишльське руське князівство зі столицею в Перемишлі, яке входило до складу Галицького князівства, а пізніше Галицько-Волинського князівства.
Після захоплення цих земель Польщею територія в 1340–1772 роках входила до складу Сяноцької землі Руського воєводства Королівства Польського.
В 18 столітті в селі Березка збудовано гуту по виробництву скла, працівники якої утворили поряд з селом новий населений пункт — Гута-Березка (пол. Huta Brzuska).
В 1772 році внаслідок першого поділу Польщі територія відійшла до імперії Габсбургів.
В Географічному словнику Королівства Польського та інших слов'янських земель, виданому в Варшаві в 1880–1914 роках, у томі 1 (дозволено цензурою царської Росії 28 листопада 1879 року) село Гута-Березка згадується на сторінці 428 як Brzuska huta, Brzozka huta, але, крім назв, нема ніяких інших доповнень, лише згадка, що мешканці села належали до двох парафій (римо-католицької та греко-католицької) в селі Бірча, тобто там проживали й поляки, і українці. Ймовірно, більше даних про село Гута-Березка, що знаходилось в іншій країні (Австро-Угорщина), були недоступно упорядникам словника, або вони були їм нецікаві через малу кількість проживаючих там поляків. Але на сторінці 230 в статті про Бірчу є згадка про наявність там римо-католицькій парафії, яка налічувала 2579 вірних, та бірчанського деканату греко-католицької церкви, який належав до Перемишльської дієцезії, що об'єднував 19 парафій, серед котрих названо і парафію в селі Березка (Brzozka), та налічував 22 тисячі 428 вірних. Парафія в Бірчі налічувала 2 тисячі 067 осіб, тобто на решту 18 парафій припадає 20 тисяч 361 особа, або в середньому — 1 тисячу 131 греко-католик на парафію.
Після розпаду Австро-Угорщини і утворення Другої Речі Посполитої це село Надсяння, як й інші етнічні українські території (Лемківщина, Підляшшя, Сокальщина, Равщина і Холмщина), опинилося по польському боці розмежування, що було закріплено в Ризькому мирному договорі 1921 року. Село входило до ґміни Бірча Добромильського повіту Львівського воєводства. На 1.01.1939 в селі було 1050 жителів, з них 25 українців, 1015 поляків і 10 євреїв
Після нападу 1 вересня 1939 року Третього Рейху на Польщу й початку Другої світової війни та вторгнення СРСР до Польщі 17 вересня 1939 року Гута-Березка, що знаходиться на правому, східному березі Сяну, разом з іншими навколишніми селами відійшла до СРСР і ввійшла до складу Бірчанського району (районний центр — Бірча) утвореної 27 листопада 1939 року Дрогобицької області УРСР (обласний центр — місто Дрогобич).
З початком німецько-радянської війни село вже в перший тиждень було зайняте військами вермахту.
31 липня 1944 року село було зайняте Червоною Армією.
13 серпня розпочато мобілізацію українського населення Дрогобицької області до Червоної Армії (облвоєнком — підполковник Карличев).
В березні 1945 року Гута-Березка, як і весь Бірчанський район з районним центром Бірча, Ліськівський район з районним центром Лісько та західна частина Перемишльського району включно з містом Перемишль зі складу Дрогобицької області передано Польщі.
11 квітня 1945 року підрозділами Армії Крайової, (ймовірно, з Львівської округи АК), Батальйонів хлопських та селянами-поляками з навколишніх сіл, серед яких сучасники тих подій називають і мешканців села Гута-Березка, здійснено напад на Березку, внаслідок якого були замордовані близько 180 українських мешканців Березки, майже половина з яких були жінки й діти.
Того самого дня замордовано також велику кількість українців в сусідніх селах: Сівчина — 26 осіб (Різня в Сівчині), Бахові — від 70 до 100 осіб (Різня в Бахові).
Фрагмент на ту тему в спогадах Івана Оліжара з Сівчини — псевдо «Кум»:
« Як раз того часу 14 квітня (тут помилка — 11 квітня) стався напад банди з Гути-Березки, польського села, на Бахів. Вбито 24 особи. Пограбувавши маєток і підпаливши хати, банда рушила на Березку. В Березці вбили 173 особи. На плебанії загинув, забитий сокирами, парох отець Білик разом з родиною. Перейшовши Березку, рушили на Сівчину. Вбили 26 осіб. Від Софії Гутман вимагали 500 злотих. Взяла всі гроші, віддала, й вижила. В Павла Гутмана забракло до суми, яку вимагали, 20 злотих — в зв'язку з тим він не пережив (тієї різні), а гроші все одно забрали. Мешканці втікали в ліс, банда дійшла вже до половини села, коли надійшли наші стрільці з УПА. Поляки повернули. Я перебував в той час на вишколі (навчанні) в котовськомі лісі з новоствореною чотою. Прибіг лісник з Сівчини з повідомленням про безчинства бандитів. Чота рушила негайно, але поляків в селі вже не застала.»
(пол. fragment na ten temat we wspomnieniach Iwana Olijara z Sufczyny - pseudonim "Kum": "Jak raz w tym czasie 14 (?) kwietnia odbył się napad bandy z Huty Brzuski, polskiej wsi, na Bachów. Zabito 184 osoby. Ograbiwszy majątek i podpaliwszy chaty, banda ruszyła na Brzuskę. W Brzusce zabili 173 osoby. Na plebanii zginął, zabity siekierą, proboszcz ojciec Biłyk wraz z rodziną. Przeszedłszy Brzuskę, ruszyli na Sufczynę. Zabili 26 osób. U Sofii Hutman zażądali 500 zł. Zabrała wszystkie pieniądze, dała, i przeżyła. U Pawła Hutman zabrakło do żądanej sumy 20 zł - w związku z tym on nie przeżył, a pieniądze i tak zabrali. Mieszkańcy uciekali w las, banda doszła już do połowy wsi, kiedy nadbiegli nasi striłci z UPA. Polacy zawrócili. Ja przebywałem w tym czasie na szkoleniu w kotowskim lesie z nowopowstałą czotą. Przybiegł łącznik z Sufczyny z wiadomością o bestialstwie bandytów. Czota ruszyła bezwłocznie, ale Polaków we wsi już nie zastała".)
Москва підписала й 16 серпня 1945 року опублікувала офіційно договір з Польщею про встановлення по лінії Керзона українсько-польського кордону та, незважаючи на бажання українців залишитись на рідній землі, про передбачене «добровільне» виселення приблизно одного мільйона українців з «Закерзоння», тобто Підляшшя, Холмщини, Надсяння і Лемківщини.,
Розпочалося виселення українців з рідної землі. Проводячи депортацію, уряд Польщі, як і уряд СРСР, керувалися Угодою між цими державами, підписаною в Любліні 9 вересня 1944 року, але, незважаючи на текст угоди, у якому наголошувалось, що «Евакуації підлягають лише ті з перелічених (…) осіб, які виявили своє бажання евакуюватися і щодо прийняття яких є згода Уряду Української РСР і Польського Комітету Національного Визволення. Евакуація є добровільною і тому примус не може бути застосований ні прямо, ні посередньо. Бажання евакуйованих може бути висловлено як усно, так і подано на письмі.», виселення було примусовим і з застосуванням військових підрозділів.
Українська Повстанська Армія намагалась захистити мирне українське населення від примусової депортації польською армією та не дати польській владі заселювати звільнені господарства поляками. Вночі з 21 на 22 жовтня 1945 року дві сотні УПА сотників «Бурлаки» і «Ластівки» під командою курінного «Коника» виконали акцію на село Гута-Березка і Сівчина, яка упівцям цілком вдалась. Як результат — погромлено ВП та спалено села.
Українське населення села, якому вдалося уникнути депортації до СРСР, попало в 1947 році під етнічну чистку під час проведення Операції «Вісла» і було виселено на ті території у західній та північній частині польської держави, що до 1945 належали Німеччині.
У 1975-1998 роках село належало до Перемишльського воєводства.

## Демографія
Демографічна структура станом на 31 березня 2011 року:
|          | Загалом | Допрацездатний вік | Працездатний вік | Постпрацездатний вік |
| -------- | ------- | ------------------ | ---------------- | -------------------- |
| Чоловіки | 159     | 28                 | 105              | 26                   |
| Жінки    | 148     | 34                 | 69               | 45                   |
| Разом    | 307     | 62                 | 174              | 71                   |